# Ман Йосип Львович
Ман Йосип Львович (4 листопада 1909, Київ, Російська імперія — 27 листопада 1977, Київ, УРСР) — радянський український режисер-документаліст. Нагороджений медалями та значком «Отличник кинематографии СССР».

## Біографічні відомості
Народився 4 листопада 1909 р. в Києві в родині будівельника.
Навчався на робітфаку Київського музично-драматичного кіноінституту. Працював кіномеханіком, директором кінотеатру, був асистентом режисера на Київській та Ашхабадській кіностудіях.
З 1949 р. — режисер студії «Київнаукфільм».
Був членом Національної Спілки кінематографістів України.
Помер 27 листопада 1977 р. в Києві.

## Фільмографія
Створив багато стрічок, серед яких: «Бережіть фільмокопії», «Одягайтесь красиво», «Пароплав відходить о 9-й» (оператор Іван Лозієв) (1957), «Коли ми недбалі», «Виготовлення і застосування цегляних блоків», «Харчова промисловість СРСР» (1958), «Увага! ВМ!» (1960), "Кінопересувка «Школяр», «Поточний метод збирання зернових культур» (1961, співавт. сцен.), «Для вашого відпочинку» (1963), «Гідропонний засіб вирощування овочів» (1964), «Виробництво напівпровідникових приладів» (1965, Головний приз та Диплом Міжнародного кінофестивалю науково-популярних фільмів, Софія, 1965; Диплом І Всесоюзного фестивалю навчальних фільмів, Москва, 1967), «У світі ароматів» (1968, Диплом Міжнародного кінофестивалю, Будапешт, 1970), «Гірські ліси» (1970), «Розповідь про радянські технікуми» (1971), «Навчіть машину крокувати» (1974, Приз на Міжнародному кінофестивалі технічних фільмів, Пардубіце, ЧССР, 1974), «Аварійне покидання літака на воді» (1975), «Обледеніння літака» (1976), «Польоти на літаку Як-81» (1978), «Капітал і додаткова вартість» (1980), «Атмосфера і літак» (1980), «Нестор-літопи-сець» (1981), «Хімія на захисті рослин» (1981) та ін.